# جک بارتلی
جک بارتلی (انگلیسی: Jack Bartley; ۱۵ ژانویهٔ ۱۹۰۹ – ۱۰ اکتبر ۱۹۲۹) بازیکن فوتبال بود.
از باشگاه‌هایی که در آن بازی کرده‌است می‌توان به باشگاه فوتبال ساندرلند اشاره کرد.